# Fântânele, Arad
Fântânele là một xã thuộc hạt Arad, România. Dân số thời điểm năm 2002 là 5692 người.